# Jakub Ignacy Stempkowski
Jakub Stempkowski herbu Suchekomnaty (zm. w lutym 1763) – polski szlachcic i urzędnik.
W latach 1722–1763 kasztelan żarnowski. Miał dwóch synów, Józefa Gabriela oraz Jana z małżeństw z Hanną z Henrykowskich oraz z Teresą z domu Geschaw.